# Orange (студія)

Orange Co., Ltd. (яп. 有限会社オレンジ, Yūgen-gaisha Orenji) — японська анімаційна студія, що базується в місті Мусашіно префектури Токіо. Студія спеціалізується на 3DCG-анімації, відома значним використанням 3D-технологій, та режисеруванням, невластивим іншим студіям, що працюють з комп'ютерною графікою.

## Заснування
Іномото Ейджі, що заснував Orange 1 травня 2004 року, — аніматор, що став доволі відомим завдяки роботі над Zoids: Chaotic Century та «Привид у латах: Синдром одинака» (над 3D-анімаціями тачіком). На початку своєї діяльності, студія здебільшого виконувала аутсорс-роботу для проєктів інших студій, наприклад, для аніме Heroic Age у 2007 році (для Xebec) та аніме-адаптації Rail Wars! (для Passione) у 2014 році. Аж у 2013 році, через 9 років після заснування, Orange були повноцінно залучені у великий проєкт: вони спільно працювали над адаптацією Majestic Prince спільно зі студією Doga Kobo. Після Majestic Prince, компанія продовжила спільно працювати над такими проєктами, як Black Bullet разом із Kinema Citrus. У 2017 році, студія Orange вперше самостійно випустила аніме — адаптацію Hōseki no Kuni. Ця адаптація була сприйнята добре, критики схвально оцінили використання комп'ютерної графіки.

## Роботи
У списку нижче наведено роботи, в яких студія Orange брала значну участь.

### Аніме-серіали
| Назва                   | Режисер                      | Початок виходу      | Кінець виходу        | К-сть серій | Примітки                                                        | Джерела |
| ----------------------- | ---------------------------- | ------------------- | -------------------- | ----------- | --------------------------------------------------------------- | ------- |
| Majestic Prince         | Мотонаґа Кейтаро             | 4 квітня 2013 року  | 19 вересня 2013 року | 24          | На основі манґи авторства Аяміне Рандо. Спільно з Doga Kobo.    | [ 6 ]   |
| Black Bullet            | Коджіма Масаюкі              | 8 квітня 2014 року  | 1 липня 2014 року    | 13          | На основі ранобе. Спільно з Kinema Citrus.                      | [ 7 ]   |
| Active Raid             | Таніґучі Ґоро Акітая Норіакі | 7 січня 2016 року   | 27 вересня 2016 року | 24          | Оригінальна робота. Робота над 3DCG для Production IMS.         | [ 8 ]   |
| Norn9                   | Або Такао                    | 7 січня 2016 року   | 31 березня 2016 року | 12          | На основі отоме-гри від Otomate. Спільно з Kinema Citrus.       | [ 9 ]   |
| Dimension W             | Камей Канта                  | 10 січня 2016 року  | 27 березня 2016 року | 12          | На основі манґи. Спільно з 3Hz.                                 | [ 10 ]  |
| Land of the Lustrous    | Такахіко Кьоґоку             | 7 жовтня 2017 року  | 23 грудня 2017 року  | 12          | На основі манґи.                                                | [ 11 ]  |
| Beastars                | Мацумі Шін'ічі               | 10 жовтня 2019 року | 26 грудня 2019 року  | 12          | На основі манґи.                                                | [ 12 ]  |
| Beastars Season 2       | Мацумі Шін'ічі               | 7 січня 2021 року   | 25 березня 2021 року | 12          | Сиквел Beastars.                                                | [ 13 ]  |
| Godzilla Singular Point | Такахаші Ацуші               | 1 квітня 2021 року  | 24 червня 2021 року  | 13          | Оригінальна робота з франшизи Godzilla. Спільно з Bones.        | [ 14 ]  |
| Trigun Stampede         | Муто Кенджі                  | 7 січня 2023 року   | 25 березня 2023 року | 12          | На основі манґи.                                                | [ 15 ]  |
| Beastars Final Season   | Шін'ічі Мацумі               | 2024                | TBA                  | TBA         | Сиквел Beastars Season 2.                                       | [ 16 ]  |
| Leviathan               | Крістоф Феррейра             | 2025                | TBA                  | TBA         | На базі трилогії Скотта Вестерфельда. Спільно з Qubic Pictures. | [ 17 ]  |
| Trigun Stargaze         | Муто Кенджі                  | TBA                 | TBA                  | TBA         | Сиквел Trigun Stampede.                                         | [ 18 ]  |

### OVA, ONA, спешли
| Назва                                     | Режисер          | Дата виходу            | Примітки                                                                                          | Джерела |
| ----------------------------------------- | ---------------- | ---------------------- | ------------------------------------------------------------------------------------------------- | ------- |
| Star Fox Zero: The Battle Begins          | Асано Кьоджі     | 20 квітня 2016 року    | 3DCG-анімація для Wit Studio.                                                                     | [ 19 ]  |
| Under the Dog                             | Андо Масахіро    | 1 серпня 2016 року     | Спільно з Kinema Citrus.                                                                          | [ 20 ]  |
| Dimension W                               | Камей Канта      | 26 серпня 2016 року    | Невипущений епізод, що йшов у комплекті з 6-м випуском Blu-ray. Спільно з 3Hz.                    | [ 21 ]  |
| Majestic Prince: Wings to the Future      | Мотонаґа Кейтаро | 29 вересня 2016 року   | Вступ до фільма-кінцівки серії Majestic Prince: Genetic Awakening. Спільно з Seven Arcs Pictures. |         |
| The Idolmaster Cinderella Girls Spin-off! | Йошібе Наокі     | 10 листопада 2019 року | Частина франшизи The Idolmaster.                                                                  | [ 22 ]  |

### Фільми
| Назва                                          | Режисер                          | Дата виходу           | Примітки                                                                             | Джерела |
| ---------------------------------------------- | -------------------------------- | --------------------- | ------------------------------------------------------------------------------------ | ------- |
| Neppu Kairiku Bushi Road                       | Сакой Масаюкі                    | 31 грудня 2013 року   | Частина медіафраншизи Йошіди Сунао. Спільно з Kinema Citrus.                         | [ 23 ]  |
| Majestic Prince: Genetic Awakening             | Мотоноґа Кейтаро                 | 4 листопада 2016 року | Фільм-сиквел до Majestic Prince: Wings to the Future. Спільно з Seven Arcs Pictures. | [ 24 ]  |
| Monster Strike the Movie: Sora no Kanata       | Нішікіорі Хіроші                 | 5 жовтня 2018 року    | Частина медіафраншизи Monster Strike.                                                | [ 25 ]  |
| Gekijōban Idolish7 Live 4bit Beyond the Period | Нішікіорі Хіроші Ямамото Кенсуке | 20 травня 2023 року   | Частина медіафраншизи Idolish7.                                                      | [ 26 ]  |